# Saint-Aubin-les-Forges
Saint-Aubin-les-Forges este o comună în departamentul Nièvre din centrul Franței. În 2009 avea o populație de 439 de locuitori.

## Evoluția populației
| An        | 1975 | 1982 | 1990 | 1999 | 2006 | 2009 |
| --------- | ---- | ---- | ---- | ---- | ---- | ---- |
| Populație | 510  | 406  | 368  | 403  | 439  | 439  |